# Theurer Christian

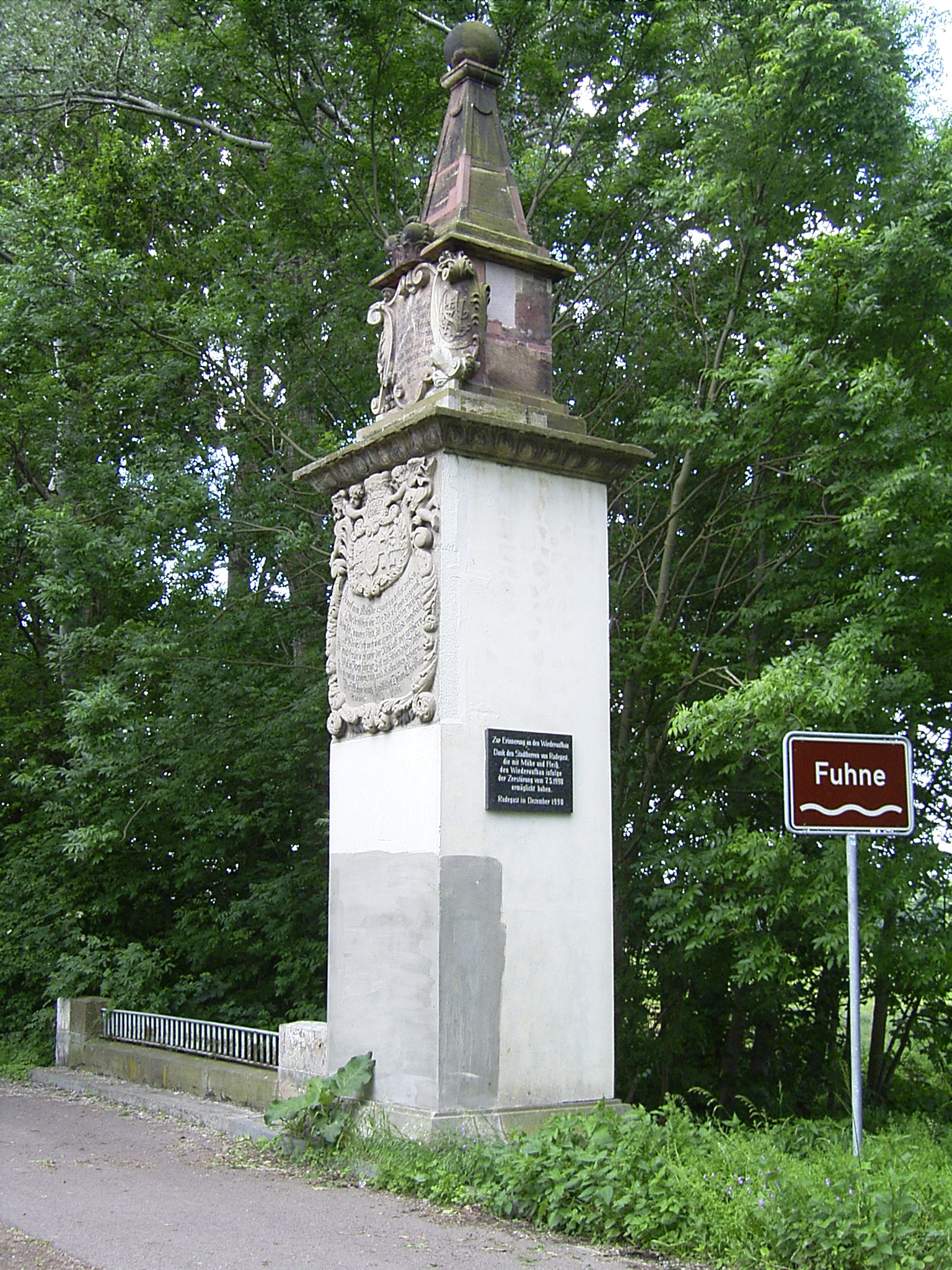
Der „Theure Christian“

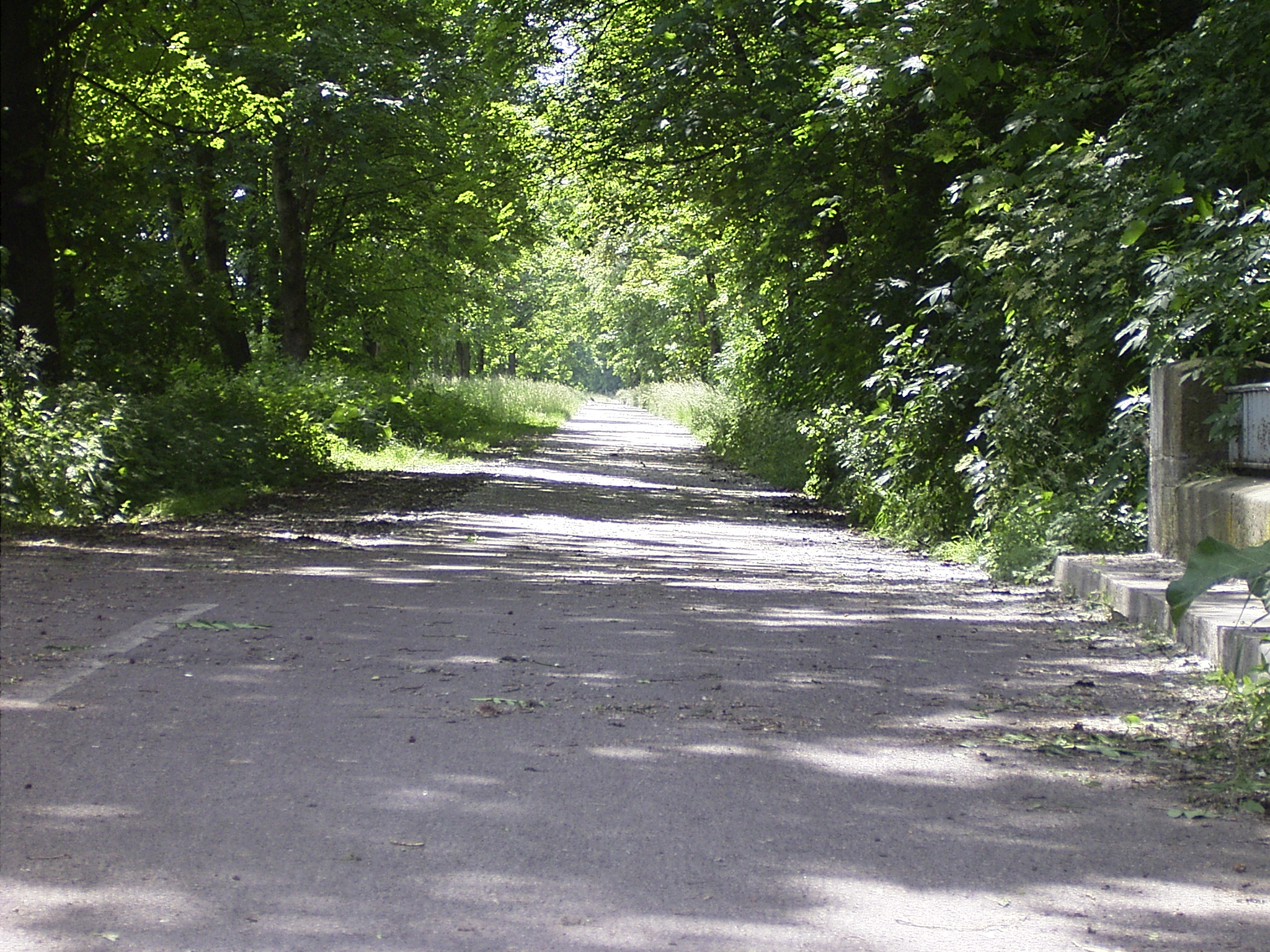
Die alte Verbindungsstraße von Radegast nach Zörbig ist heute ein beliebter Fuß- und Radwanderweg.

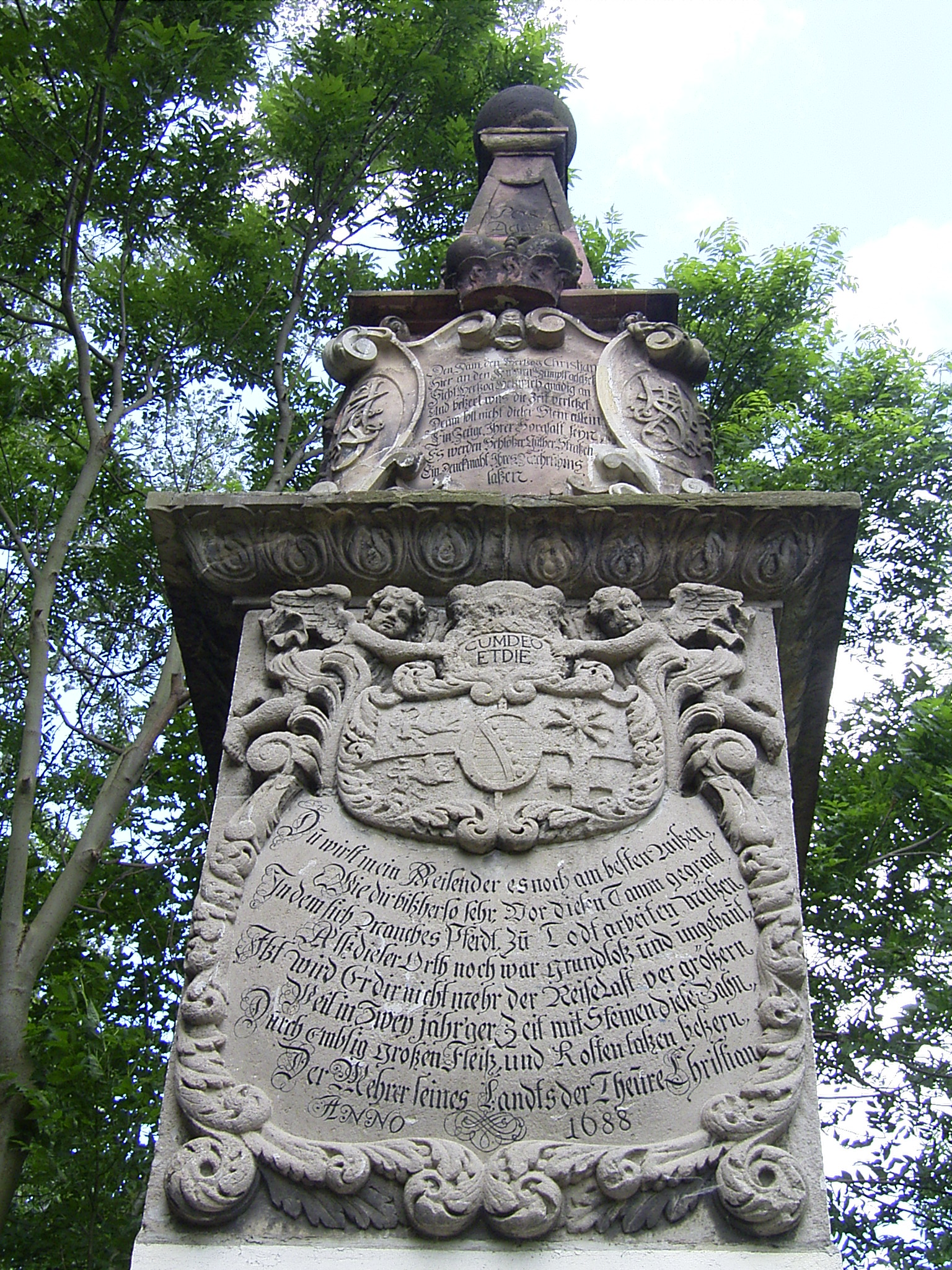
Die Spitze des Obelisken aus der Nähe

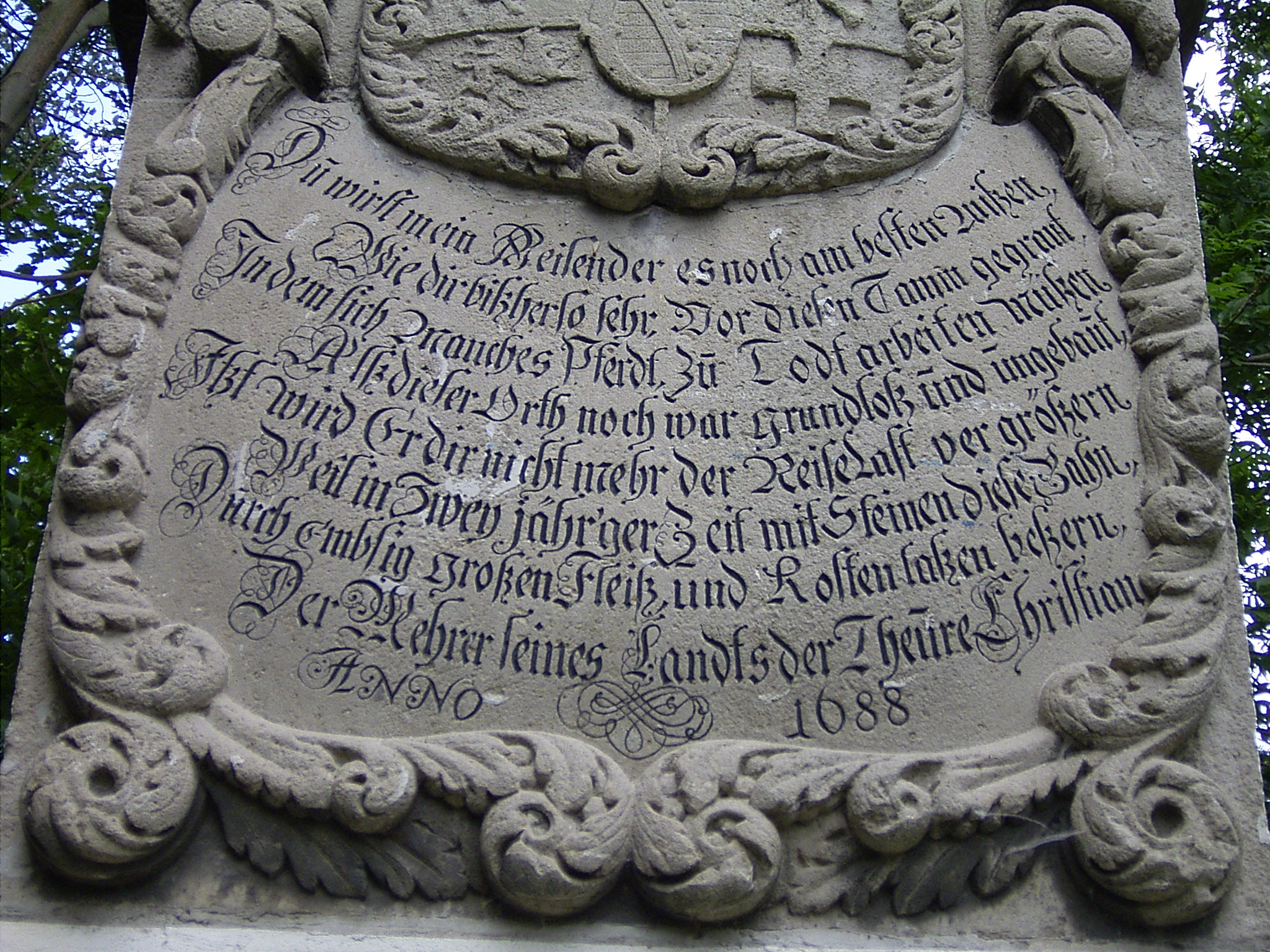
Widmungstafel für den „Theuren Christian“

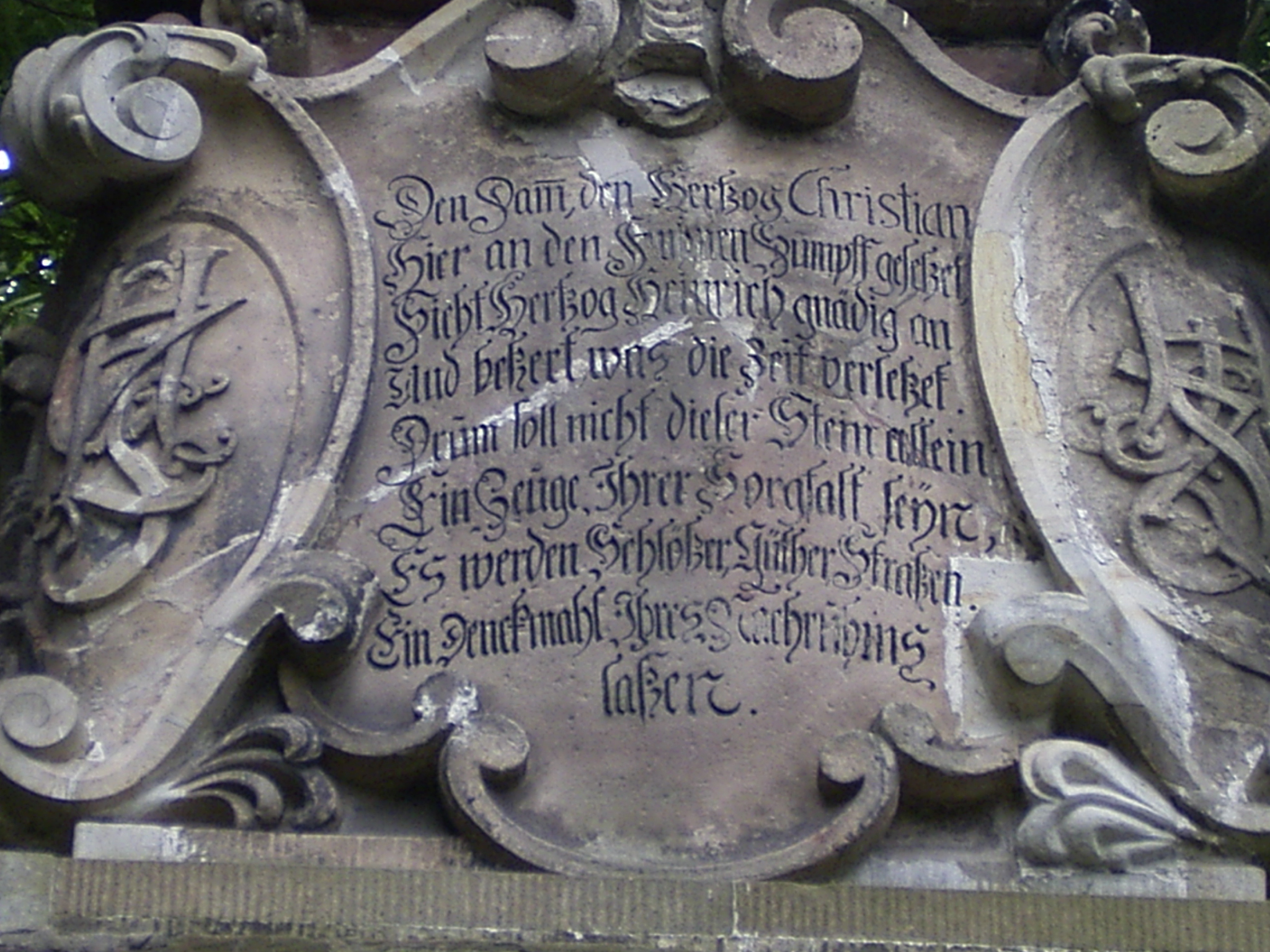
Die obere Erinnerungstafel ist Herzog Heinrich gewidmet.

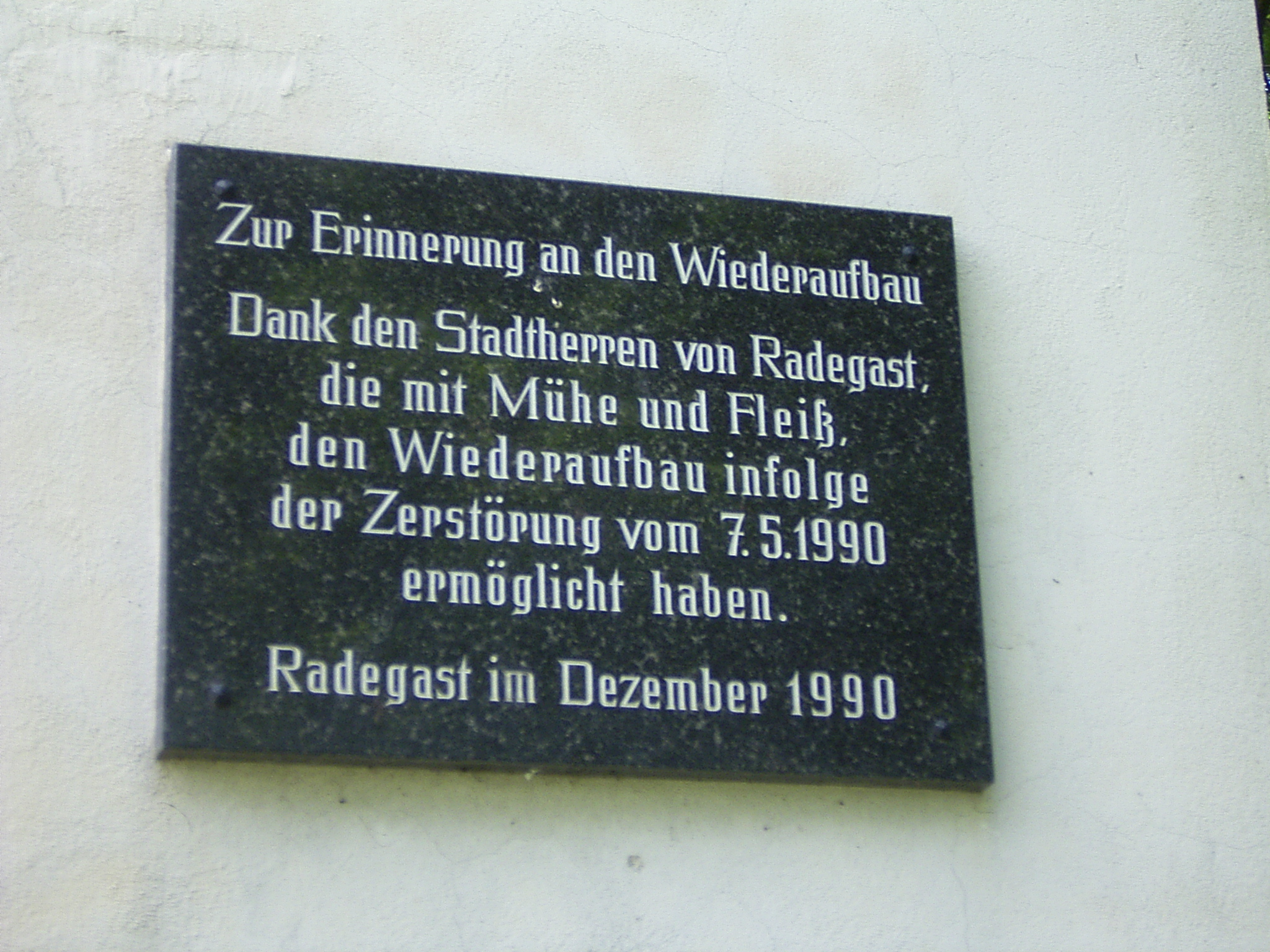
Die dritte, seitlich angebrachte Tafel erinnert an Zerstörung und Wiederaufbau des Denkmals im Jahr 1990.

Der Theure Christian ist ein Wegebaudenkmal. Er gilt als ältestes Wegebaudenkmal Sachsen-Anhalts. Er befindet sich an der alten Verbindungsstraße zwischen Radegast, einem Ortsteil der Stadt Südliches Anhalt und Zörbig im Land Sachsen-Anhalt, Landkreis Anhalt-Bitterfeld, an der früheren Landesgrenze zwischen dem Herzogtum Sachsen-Merseburg bzw. später dem Kurfürstentum Sachsen und dem Fürstentum Anhalt-Dessau, dem späteren Herzogtum Anhalt. Bis 30. Juni 2007 befand sich an dieser Stelle auch die Grenze der durch die zweite Kreisgebietsreform in Sachsen-Anhalt zusammengelegten Landkreise Bitterfeld und Köthen.
Das Denkmal wurde im Jahr 1688 zum Gedenken an die Befestigung des Dammes durch die Fuhneniederung zwischen Radegast und Zörbig im barocken Baustil errichtet. Es besteht aus einem 5 m hohen Unterbau mit einer quadratischen Grundfläche, deren Seiten je etwa 2 m lang sind. Er besteht aus Bruchsteinuntermauerung, Sandsteinsockel und Schaft aus verputzten Mauersteinen und Sandsteingesims. Der bis zur Kugelspitze etwa 4 m hohe Aufsatz besteht aus rotem Sandstein und gliedert sich in ein Postament, eine Pyramide und abschließend eine große Kugel. Das Denkmal ist wenig figürlich geschmückt, besitzt aber die barocktypischen üppigen Verzierungen an den Inschriften.
Der Fuhnedamm befestigte ein bis dahin sumpfiges Teilstück der Handelsstraße von Magdeburg nach Leipzig. Er wurde am 21. Oktober 1475 zum ersten Mal urkundlich erwähnt, hielt jedoch den Belastungen nicht dauerhaft stand. Ausbesserung und Befestigung wurden wahrscheinlich jahrhundertelang deshalb nicht vorgenommen, weil dort drei Länder – Anhalt-Köthen, Anhalt-Dessau und Kursachsen – aneinandergrenzten, die anscheinend keinen Versuch unternahmen, sich auf die Durchführung der Arbeiten zu einigen.
Erst Herzog Christian I. von Kursachsen-Merseburg entschloss sich dazu, den Fuhnedamm zu erneuern, wobei ihm von anhaltischer Seite aus keine Steine in den Weg gelegt wurden. So konnte der Damm schließlich zwischen 1683 und 1685 befestigt werden. Das Wegebaudenkmal wurde drei Jahre später zu Ehren des Herzogs Christian errichtet.
Der Inhalt der Widmung für den Theuren Christian lautet:
Du wirst mein Reisender es noch am besten wißen,

Wie dir bißher so sehr, vor diesen Tamm gegraut,

In dem sich manches Pferdt, zu Todt arbeiten müßen

Alß dieser Orth noch war grundloß und ungebaut,

Itzt wird Er dir nicht mehr der Reise Last vergrößern

Weil in zwey jähr’ger Zeit mit Steinen diese Bahn,

Durch embsig großen Fleiß, und Kosten laßen beßern,

Der Mehrer seines Landts der Theure Christian

anno 1688
Im Kopf des Gedenksteines findet sich eine zweite Gedenktafel, die Heinrich, dem letzten Herzog von Kursachsen-Merseburg, gewidmet ist. Dieser hatte den Damm später ausbessern lassen.
Der Inhalt dieser Tafel lautet:
Den Dam̅, den Hertzog Christian

Hier an den Fuhnen Sumpff gesetzet,

Sieht Hertzog Heinrich gnädig an

und beßert, was die Zeit verletzet.

Drum soll nicht dieser Stein allein

Ein Zeuge Ihrer Sorgfalt seyn,

Es werden Schlößer, Güther, Straßen.

Ein Denckmahl Ihres Nachruhms

laßen.
Die Chronik der Stadt Radegast berichtet von einer weiteren Tafel, die sich an der Nordseite des Unterbaues unmittelbar über dem Sockel auf einer eingelassenen Platte befand. Veranlassung zur Anbringung dieser Platte war eine Veröffentlichung in der Köthenschen Zeitung aus dem Jahr 1886, die völlig unrichtige Daten zu Dammbau und Denkmal enthalten haben soll. Auf der Tafel stand geschrieben
Dies Denkmal nebst Dammstrecke Fuhne-Radegast

kam 1738 von Sachsen/Merseburg-Kursachsen,

1815 an Preußen, 1842/43 an Anhalt.
Am 7. Mai 1990 fiel das Denkmal, welches damals an einer Hauptverkehrsader lag, einem Verkehrsunfall zum Opfer und wurde fast völlig zerstört. Die Radegaster Stadträte beschlossen jedoch, das Denkmal wieder aufzubauen. Ende 1990 war der Wiederaufbau abgeschlossen. Die Tafel aus dem 19. Jahrhundert wurde bei dem Unfall anscheinend vernichtet, denn heute ist sie nicht mehr am „Theuren Christian“ zu finden.
An diese Vorfälle erinnert die vierte Gedenktafel, die an der der Stadt Radegast zugewandten Seite des Denkmals befestigt wurde:
Zur Erinnerung an den Wiederaufbau

Dank den Stadtherren von Radegast,

die mit Mühe und Fleiß,

den Wiederaufbau infolge

der Zerstörung vom 7.5.1990

ermöglicht haben.

Radegast im Dezember 1990